# 7735 Scorzelli
7735 Scorzelli este un asteroid din centura principală, descoperit pe 31 octombrie 1980, de Schelte Bus.